# Kerkhof van Warcoing
Het Kerkhof van Warcoing is een gemeentelijke begraafplaats in het Belgische dorp Warcoing, een deelgemeente van Pecq. Het kerkhof ligt in het dorpscentrum rond Sint-Amanduskerk.

## Britse oorlogsgraven
Op het kerkhof liggen 4 Britse militaire graven met gesneuvelden uit de Eerste Wereldoorlog. Zij kwamen om tijdens het geallieerde eindoffensief in oktober en november 1918. De graven liggen aan de noordelijke zijde van de kerk en worden onderhouden door de Commonwealth War Graves Commission waar ze geregistreerd staan onder Warcoing Churchyard.